# Jekatěrina Dzegalevičová
Jekatěrina Dzegalevičová, rus. Екатерина Дзегалевич, běl. Кацярына Дзегалевіч (* 3. května 1986, v Minsku, Bělorusko, tehdy Sovětský svaz) je současná běloruská profesionální tenistka, reprezentantka země ve Fed Cupu. Hraje pravou rukou, bekhendem obouruč. Její nejvyšší postavení na žebříčku WTA ve dvouhře bylo 134. místo (6. říjen 2008) a ve čtyřhře 64. místo (29. září 2008). Ve své dosavadní kariéře vyhrála 1 turnaj WTA ve čtyřhře.

## Finálové účasti na turnajích WTA (2)

### Čtyřhra - výhry (1)
| Legenda               |
| Kategorie Tier IV (1) |

| Č. | Datum         | Turnaj              | Povrch | Partner              | Soupeřky ve finále                    | Výsledek       |
| 1. | 7. říjen 2007 | Taškent, Uzbekistán | tvrdý  | Anastasia Jakimovová | Anastasia Rodionovová Taťána Pučeková | 2-6, 6-4, 10-7 |

### Čtyřhra - prohry (1)
| Legenda                     |
| Kategorie Premier (0)       |
| Kategorie International (1) |

| Č. | Datum         | Turnaj              | Povrch | Partnerka          | Vítězky                          | Výsledek          |
| 1. | 26. září 2009 | Taškent, Uzbekistán | tvrdý  | Vitalija Ďačenková | Olga Govorcovová Taťána Pučeková | 6-2, 6-7(1), 10-8 |

## Fed Cup
Jekatěrina Dzegalevičová se zúčastnila 7 zápasů ve Fed Cupu za tým Běloruska s bilancí 2-4 ve dvouhře a 4-0 ve čtyřhře.

## Postavení na žebříčku WTA na konci sezóny

### Dvouhra
| Rok    | 2001  | 2002   | 2003   | 2004   | 2005   | 2006   | 2007   | 2008   | 2009   |
| Pořadí | 1071. | ▲ 742. | ▲ 440. | ▲ 293. | ▲ 251. | ▼ 304. | ▲ 178. | ▲ 146. | ▼ 167. |

### Čtyřhra
| Rok    | 2002 | 2003   | 2004   | 2005   | 2006   | 2007   | 2008  | 2009  |
| Pořadí | 793. | ▲ 365. | ▲ 296. | ▲ 185. | ▲ 163. | ▲ 104. | ▲ 73. | ▼ 76. |